# Mark Spencer (Computeringenieur)

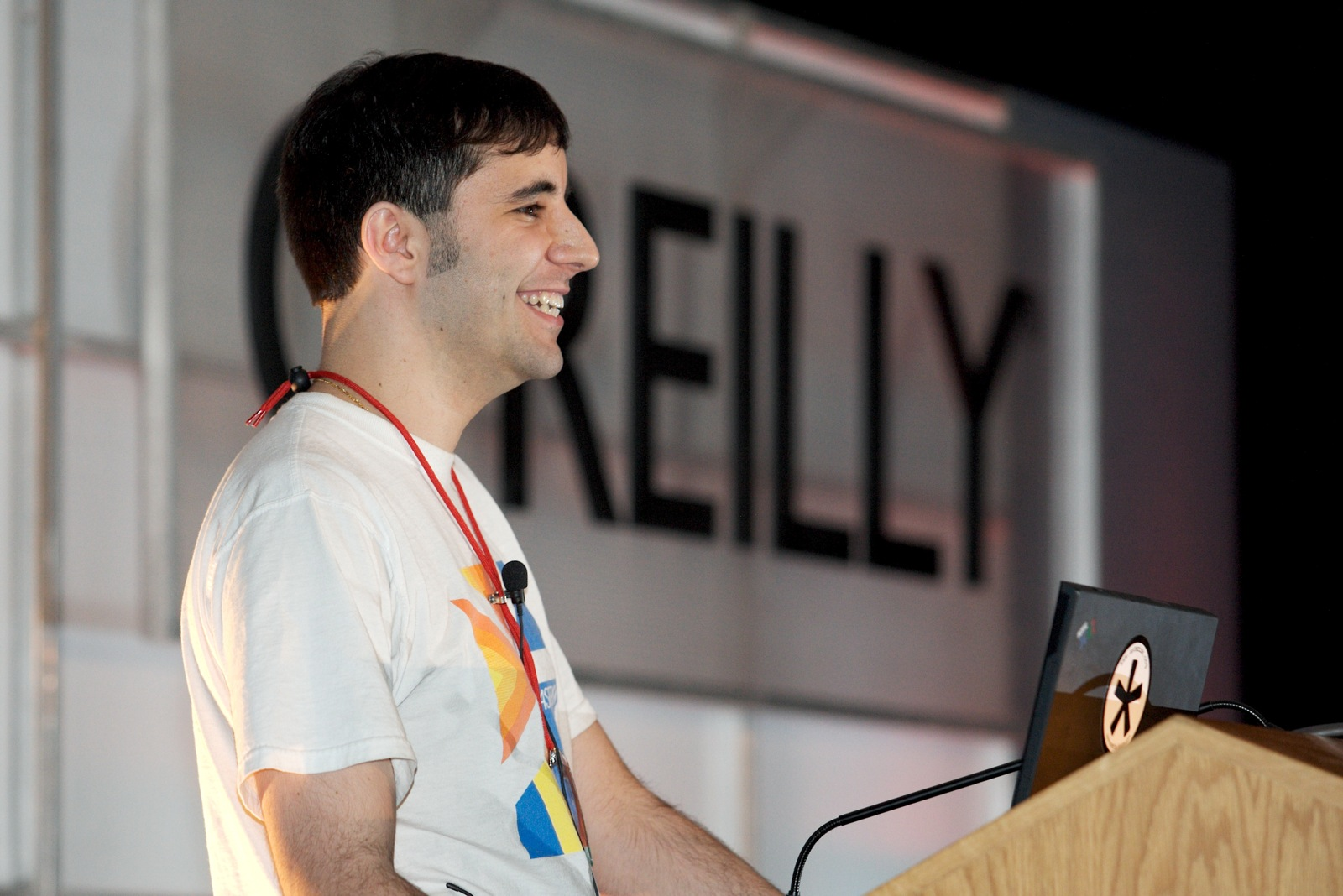
Mark Spencer auf der O’Reilly Emerging Telephony Conference 2006

Mark A. Spencer (* 8. April 1977 in Alabama) ist ein US-amerikanischer Computeringenieur.
Spencer wurde als Sohn zweier Professoren der Auburn University – sein Vater lehrt Erziehungswissenschaften, seine aus Ägypten stammende Mutter Französisch – in Alabama geboren. Seine ersten Gehversuche als Software-Entwickler reichen bis in die High-School-Zeit zurück, als er für ein Taschengeld von fünf Dollar für seinen Lehrer ein Programm zur Benotung von Schülern schrieb.
Nachdem er 1995 an der Auburn High School das High School Diploma mit Auszeichnung gemacht hatte, studierte Spencer an der Auburn University Informatik (Abschluss 1999 als Bachelor). Noch während seines Studiums gründete er 1999 seine Firma Digium, die damals noch Linux Support Services hieß. Das Unternehmen, dessen Geschäftsführer er heute noch ist, stellt VoIP-basierte Hardware- und Softwarelösungen her.
Spencer ist der ursprüngliche Autor von mehreren Open-Source-Computerprogrammen wie:
- Instant Messenger Gaim (jetzt: Pidgin)
- l2tpdm, Programm zur Implementierung des Layer 2 Tunneling Protocol
- Telefonanlagensoftware Asterisk

Er hat das VoIP-Protokoll IAX entwickelt.
| Personendaten    | Personendaten                       |
| ---------------- | ----------------------------------- |
| NAME             | Spencer, Mark                       |
| ALTERNATIVNAMEN  | Spencer, Mark A.                    |
| KURZBESCHREIBUNG | US-amerikanischer Computeringenieur |
| GEBURTSDATUM     | 8. April 1977                       |
| GEBURTSORT       | Alabama                             |